# Chimarrogale
Chimarrogale là một chi động vật có vú trong họ Chuột chù, bộ Soricomorpha. Chi này được Anderson miêu tả năm 1877. Loài điển hình của chi này là Crossopus himalayicus Gray, 1842.

## Các loài
Chi này gồm các loài: